# (400193) Castión
(400193) Castión es un asteroide perteneciente al cinturón de asteroides, descubierto el 14 de diciembre de 2006 por el equipo del Observatorio Astronómico de las Montañas de Pistoia desde el Observatorio Astronómico de las Montañas de Pistoia, Toscana, Italia.

## Designación y nombre
Designado provisionalmente como 2006 XW60.

## Características orbitales
(400193) Castión está situado a una distancia media del Sol de 2,644 ua, pudiendo alejarse hasta 3,410 ua y acercarse hasta 1,879 ua. Su excentricidad es 0,289 y la inclinación orbital 12,48 grados. Emplea 1570,95 días en completar una órbita alrededor del Sol.

## Características físicas
La magnitud absoluta de 2006 XW60 es 16,7. Tiene 3 km de diámetro y su albedo se estima en 0,061.